# Хойнув (гмина)
Хойнув (пол. Chojnów, нем. Samitz) — сельская гмина (волость) в Польше, входит как административная единица в Легницкий повет, Нижнесилезское воеводство. Население — 9364 человека (на 2004 год).

## Демография
| Перепись                       | Всего   | Всего | Женщины | Женщины | Мужчины | Мужчины |
| ------------------------------ | ------- | ----- | ------- | ------- | ------- | ------- |
| Единицы                        | человек | %     | человек | %       | человек | %       |
| Население                      | 9364    | 100   | 4661    | 49,8    | 4703    | 50,2    |
| Плотность населения (чел./км²) | 40,5    | 40,5  | 20,2    | 20,2    | 20,3    | 20,3    |

## Соседние гмины
1. Гмина Хочанув
2. Хойнув
3. Гмина Громадка
4. Гмина Любин
5. Гмина Милковице
6. Гмина Варта-Болеславецка
7. Гмина Загродно
8. Гмина Злоторыя

## Фотографии
- Костёл